# Producto fermentado de la leche

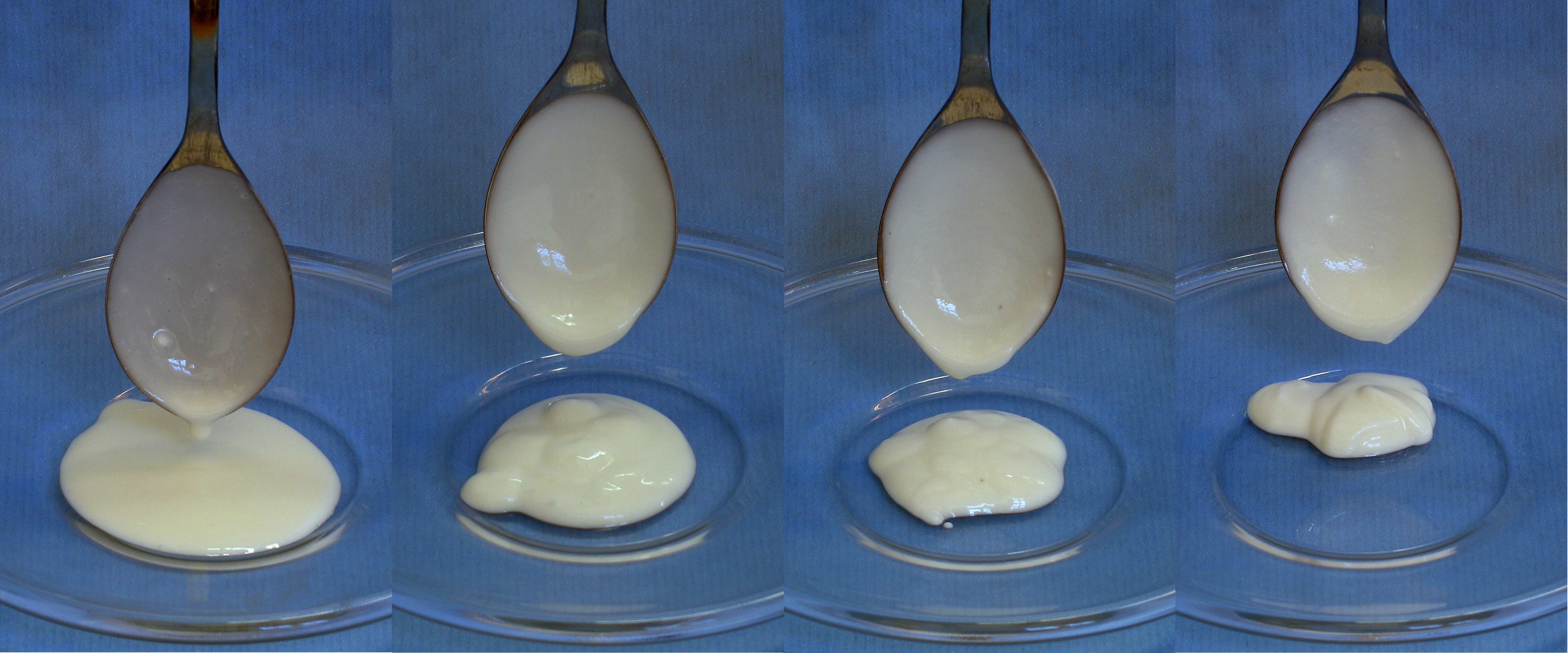
Cuatro productos lácteos fermentados.

Los productos fermentados de la leche, denominados también lácteos fermentados, son productos lácteos procedentes de los cultivos lácticos debido a la acción de las bacterias del ácido láctico (Lactobacillales) tales como los Lactobacillus, Lactococcus, y el Leuconostoc. El proceso de fermentación incrementa la vida útil y de consumo del lácteo, mejorando la digestibilidad del mismo frente a la leche. Existen evidencias que demuestran la existencia de productos fermentados de la leche ya desde hace 10 000 años. Se ha diseñado en el laboratorio un rango de diferentes Lactobacilli capaces de proporcionar a los lácteos fermentados diferentes sabores. El efecto de los lácteos fermentados es el de restablecer y fortalecer la microbiota intestinal (conocida también como flora intestinal).

## Variedades
Existen muchos tipos de lácteos de cultivo o fermentados y se pueden encontrar con sus variantes a lo largo de todo el mundo. Algunos de ellos son:
- yogur
- suero de mantequilla (Estados Unidos, Canadá)
- leche acidophilus (Estados Unidos, Canadá)
- kiselo mlyako (Bulgaria)
- sauermilch o dickmilch (Alemania)
- zure melk (Países Bajos)
- kéfir (Cáucaso)
- lapte bătut (Rumanía)
- filmjölk o fil (Suecia)
- surmelk o kulturmelk (Noruega)
- piimä y viili (Finlandia)
- amasi (Sudáfrica)
- calpis (Japón)
- suero de leche (Venezuela)
- pilfrut y karpil ( Bolivia )
- leche cultivada ( Chile )
- Podmáslí kysané (República Checa)

## Cuadro comparativo
| Producto          | Nombres alternativos                                   | Contenido graso | Vida conserva (a 4 °C) | Agente de fermentación | Descripción |
| ----------------- | ------------------------------------------------------ | --------------- | ---------------------- | --- | --- |
| Queso             |                                                        | 1-75 %          | varios                 | una variedad de bacterias y/o mohos | una variedad de productos lácteos sólidos fermentados. |
| Crème fraîche     | creme fraiche                                          | 30-40 %         | 10 días                | ocurre de forma espontánea debido a las bácterias del ácido láctico en la nata | Crema de leche fermentada, originaria de Francia; una variante de mayor contenido graso que la Crema agria. |
| Crema agria       | sour cream                                             | 14-18 %         | 4 semanas              | Lactococcus lactis subsp. lactis* | Mesófilo que provoca la fermentación de la nata pasteurizada provocando una acidez de 0.5 %. El cuajo se puede añadir para hacer el producto más denso. Variante de menor contenido graso que el crème fraîche. |
| Filmjölk          | fil                                                    | 0.1-4.5 %       | 10-14 días             | Lactococcus lactis* y Leuconostoc | Mesófilo de la leche fermentada, originaria de Escandinavia. |
| Yogur             | yogur, yogur, yogur                                    | 0.5-4 %         | 35-40 días             | Lactobacillus bulgaricus y Streptococcus thermophilus | Leche fermentada con termófilos, cultivada con Lactobacillus bulgaricus y Streptococcus thermophilus. |
| Kéfir             | kephir, kewra, talai, mudu kekiya, milkkefir, búlgaros | 0-4 %           | 10-14 días             | granos de kéfir, una mezcla de bacterias y levaduras | Una bebida fermentada, originaria de Asia, elaborada con granos de kéfir. Puede ser combinada con cualquier sirope, leche, leche de soja, o zumo.                                                               |
| Koumiss           | kumis, kumiss, kymys, kymyz, airag, chigee             | 4 %?            | 10-14 días             | Lactobacilli y levaduras | Una bebida carbonatada a base de leche fermentada con lactobacilos. |
| Viili             |                                                        | 0.1-3.5 %       | 14 días                | Lactococcus lactis subsp. cremoris, Lactococcus lactis* biovar. diacetylactis, Leuconostoc mesenteroides subsp. cremoris y Geotrichum candidum                                      | Mesófilo de fermentación de la leche con hongos en su superficie, procedente de Suecia pero hoy en día se puede encontrar como una especialidad en Finlandia.                                                   |
| Buttermilk        |                                                        | 1-2 %           | 10 días                | Lactococcus lactis* (Lactococcus lactis subsp. lactis*, Lactococcus lactis subsp. cremoris, Lactococcus lactis biovar. diacetylactis and Leuconostoc mesenteroides subsp. cremoris) | Leche pasteurizada fermentada por mesófilos. |
| Leche acidophilus | leche acidophilus                                      | 0.5-2 %         | 2 semanas              | Lactobacillus acidophilus | Leche fermentada, a menudo con bajo contenido en grasas (2 %, 1.5 %) o sin grasa (0.5 %), a la que se le han implantado Lactobacillus acidophilus.                                                              |

* Streptococcus lactis subsp. lactis ha sido renombrado a Lactococcus lactis subsp. lactis